# Паризит-(La)
Паризит-(La) — мінерал з групи паризиту, відкритий Даніелем Атенсіо з Університету Сан-Паулу та його колегами на ділянці Мула, Баїя, Бразилія. Паризит-(La) є аналогом паризиту-(Ce), з такою ж структурою, але з церієм, заміщеним на лантан. Паризит-(La) хімічно подібний до синхізиту-(La).
Типовий матеріал паризиту-(La) зберігається в мінералогічних колекціях Музею науки і техніки Гірничого факультету Федерального університету Уро-Прету, Мінас-Жерайс, Бразилія, і в Музеї мінералів Університету Аризони.
Типова місцевість: ділянка Мула, Тапера, Ново-Орізонті, Баїя, Бразилія.